# Richie Kotzen
Richie Kotzen (Reading, 3 de fevereiro de 1970) é um cantor, guitarrista, compositor e produtor musical norte-americano. Trabalhou com bandas renomadas, tais como Poison e Mr. Big. Kotzen tem uma carreira solo prolífica, com um catálogo de mais de 20 álbuns. Foi membro da banda de hard-glam Poison de 1991 a 1993, da banda de hard rock Mr. Big de 1999 a 2002 e da banda The Winery Dogs desde 2012.

## Biografia
Richie Kotzen teve seu primeiro contato com a música aos cinco anos de idade, quando começou a tocar piano. Aos sete anos, influenciado pela banda norte-americana Kiss, decidiu estudar guitarra. Com apenas 12 anos, formou sua primeira banda, chamada Exis.
Durante a adolescência, passou a se apresentar com frequência em shows pela Pensilvânia e Nova Jersey, enquanto concluía o ensino médio. Apesar dos compromissos escolares, a música manteve-se como sua principal atividade nesse período. Aos 17 anos, já havia realizado aproximadamente 500 apresentações ao vivo.
Em 1989, Richie Kotzen mudou-se para São Francisco, onde gravou seu primeiro álbum solo pela gravadora Shrapnel Records, conhecida por lançar artistas como Jason Becker, Paul Gilbert e Marty Friedman. No mesmo ano, lançou o vídeo educacional de guitarra Rock Chops, pela produtora REH. Nessa fase inicial da carreira, já figurava em capas de revistas especializadas em guitarra, sendo eleito um dos três melhores guitarristas revelação daquele ano.
Kotzen permaneceu vinculado à Shrapnel Records até 1991, quando se mudou para Los Angeles após ser convidado a integrar a banda de glam rock Poison, substituindo o guitarrista C.C. DeVille. Com o grupo, gravou o álbum Native Tongue (1993), do qual foi o principal compositor. O trabalho destacou-se por faixas como Stand — que alcançou a quarta posição no programa Most Wanted da MTV e entrou para o Top 20 da Billboard, rendendo à banda um disco de platina — e Until You Suffer Some (Fire and Ice).
Após a turnê de divulgação do álbum, Kotzen foi demitido da banda, em meio a alegações de um envolvimento com Deanna Eve, então esposa do baterista Rikki Rockett. Posteriormente, Kotzen e Deanna se casaram. Ele foi substituído por Blues Saraceno na formação da banda.

Com o fim de sua passagem pelo Poison, Kotzen retomou a carreira solo, lançando diversos álbuns por selos como Shrapnel, Geffen e JVC. Em 1999, foi convidado pelo lendário baixista de jazz Stanley Clarke para integrar a banda Vertú, com a qual gravou um álbum homônimo lançado pela Sony Music. O grupo se apresentou em diversos festivais de jazz na Europa. Sobre essa experiência, Kotzen afirmou:
"It was an honor and a great experience to be in a band with Mr. Clarke and the rest of the members of the band." ("Foi uma honra e uma grande experiência estar numa banda com o Sr. Clarke e os outros membros da banda.")

### Mr. Big e carreira solo
Em 1999, Richie Kotzen foi convidado a integrar a banda Mr. Big, conhecida pelo sucesso To Be With You, substituindo o guitarrista Paul Gilbert (ex-Racer X). Com Kotzen, a banda lançou o álbum Get Over It, que vendeu cerca de 175 mil cópias nas duas primeiras semanas de lançamento no Japão, mantendo o prestígio do grupo no mercado asiático.
No álbum seguinte, Actual Size (2001), a música Shine, composta por Kotzen, alcançou o primeiro lugar nas rádios japonesas, tornando-se um dos maiores sucessos da banda na região. No entanto, em 2002, o Mr. Big encerrou suas atividades, e Kotzen voltou a se dedicar integralmente à carreira solo.
Nos anos seguintes, seguiu em turnê por diversos países, participando de festivais e apresentações em clubes. Em 2006, abriu shows em estádios no Japão para os Rolling Stones, durante a turnê A Bigger Bang Tour. Entre seus lançamentos desse período destacam-se os álbuns Change (2003) e Get Up (2004). Em 2005, formou a banda Forty Deuce, com a qual lançou o álbum Nothing to Lose.

### The Winery Dogs
Em maio de 2013, Kotzen uniu-se ao baterista Mike Portnoy (ex-Dream Theater) e ao baixista Billy Sheehan (ex-Mr. Big, Steve Vai) para formar o The Winery Dogs, um power trio de rock. O grupo lançou seu álbum de estreia autointitulado ainda em 2013, seguido por uma turnê internacional que passou pela Ásia, América do Sul, Europa e América do Norte. Em 2014, foi lançado um DVD com gravações ao vivo dos shows realizados no Japão.

### Equipamentos
Richie Kotzen possui dois modelos de guitarra signature: a Fender Telecaster Richie Kotzen e a Fender Stratocaster Richie Kotzen. Também tem um modelo exclusivo de amplificador — o Cornford Richie Kotzen, premiado como melhor amplificador pela revista Guitar & Bass — e um processador de efeitos da série G2, da Zoom.

## Vida pessoal

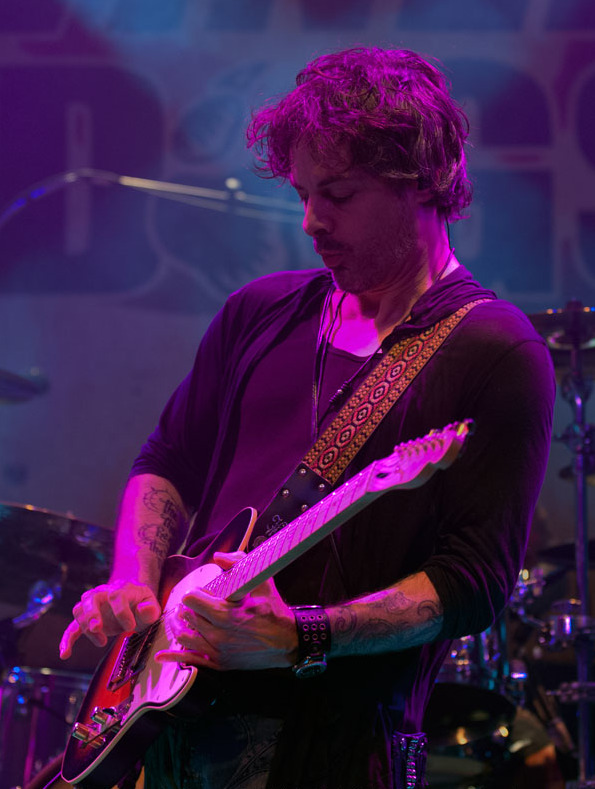
Richie Kotzen a tocar com a banda The Winery Dogs em De Boerderij in Zoetermeer, Países Baixos (2013/09/06)

Em 27 de fevereiro de 2017, Kotzen casou com a brasileira Julia Lage, baixista da banda Vixen. O casal está junto desde 2012.

## Discografia
- (1989) Richie Kotzen
- (1990) Fever Dream
- (1991) Electric Joy
- (1991) Bill and Ted's Bogus Journey (Soundtrack)
- (1993) Native Tongue (Poison)
- (1994) Mother Head's Family Reunion
- (1995) Inner Galactic Fusion Experience
- (1995) Tilt (com Greg Howe)
- (1996) Wave of Emotion
- (1996) Times Gonna Tell (EP)
- (1997) Kotzen/Howe Project (com Greg Howe)
- (1997) Something to Say
- (1998) What Is
- (1999) Break It All Down
- (1999) BiPolar Blues
- (1999) Vertu (projeto com Stanley Clarke e Lenny White)
- (1999) Get Over It (Mr. Big)
- (2000) Deep Cuts (Mr. Big)
- (2001) Actual Size (Mr. Big)
- (2001) Slow
- (2002) In Japan (Mr. Big)
- (2003) Change
- (2003) Acoustic Cuts
- (2004) Get Up
- (2004) The Best of Richie Kotzen
- (2005) Nothing to Lose (Forty-Deuce)
- (2006) Into The Black
- (2007) The Return Of The Mother Head's Familly Reunion
- (2007) Go Faster
- (2008) Live In São Paulo
- (2009) Wilson Hawk
- (2009) Peace Sign
- (2011) 24 Hours
- (2013) The Winery Dogs (The Winery Dogs)
- (2015) Cannibals
- (2015) Hot Streak (The Winery Dogs)
- (2017) Salting Earth
- (2020) 50 for 50
- (2021) Smith/Kotzen
- (2023) III (The Winery Dogs)

## Videografia
- (1989) Rock Chops
- (1994) Mother Head's family Reunion (videoclipe para o álbum Mother Head's Family Reunion)
- (1996) Wave of Emotion (videoclipe para o álbum Wave of Emotion)
- (2001) Don't Wanna Lie (videoclipe para o álbum Slow)
- (2001) Mr. Big Farewell (show ao vivo no Japão)
- (2001) Shine (videoclipe para o álbum Actual Size do Mr. Big)
- (2002) Hi-Tech Rock Guitar
- (2008) Richie Kotzen Shining virtuosity - YOUNG GUITAR
- (2008) Richie Kotzen Bootlegged in Brazil the Live DVD (gravado ao vivo em São Paulo)
- (2010) Into The Black
- (2011) 24 Hours (videoclipe)